# Kia K9
Kia K9 — представницький автомобіль південнокорейській компанії Kia Motors.

## Перше покоління (2012-2018)

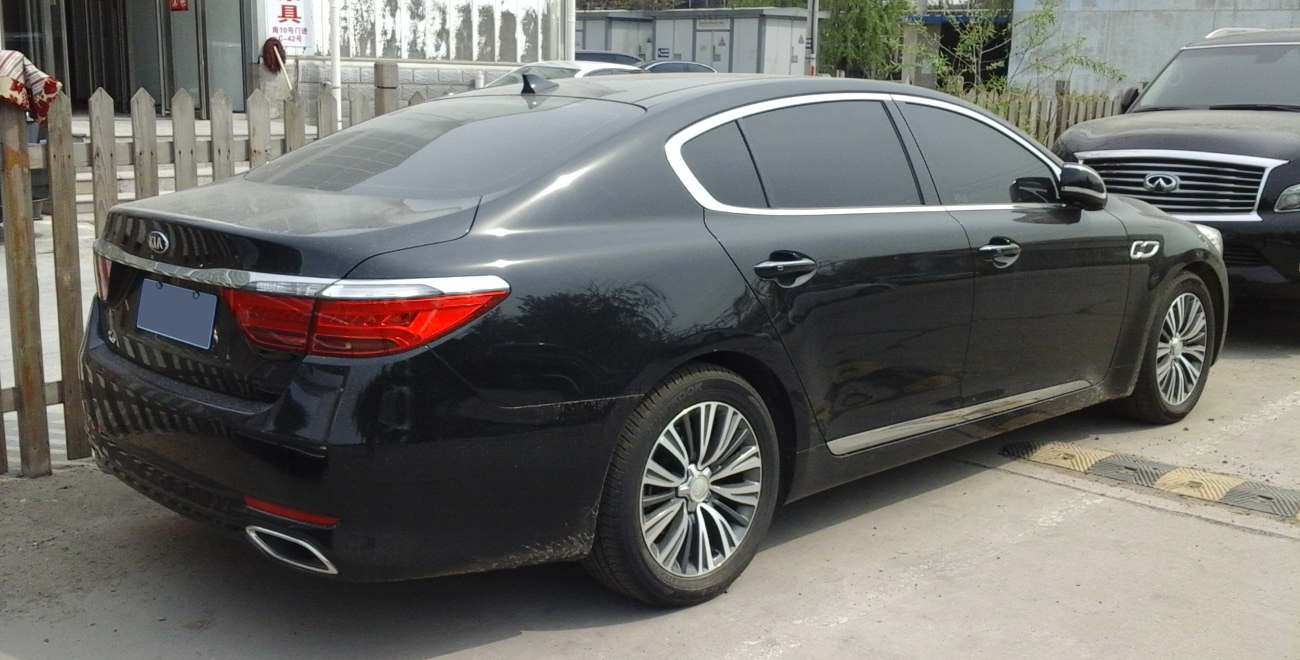
Kia K9

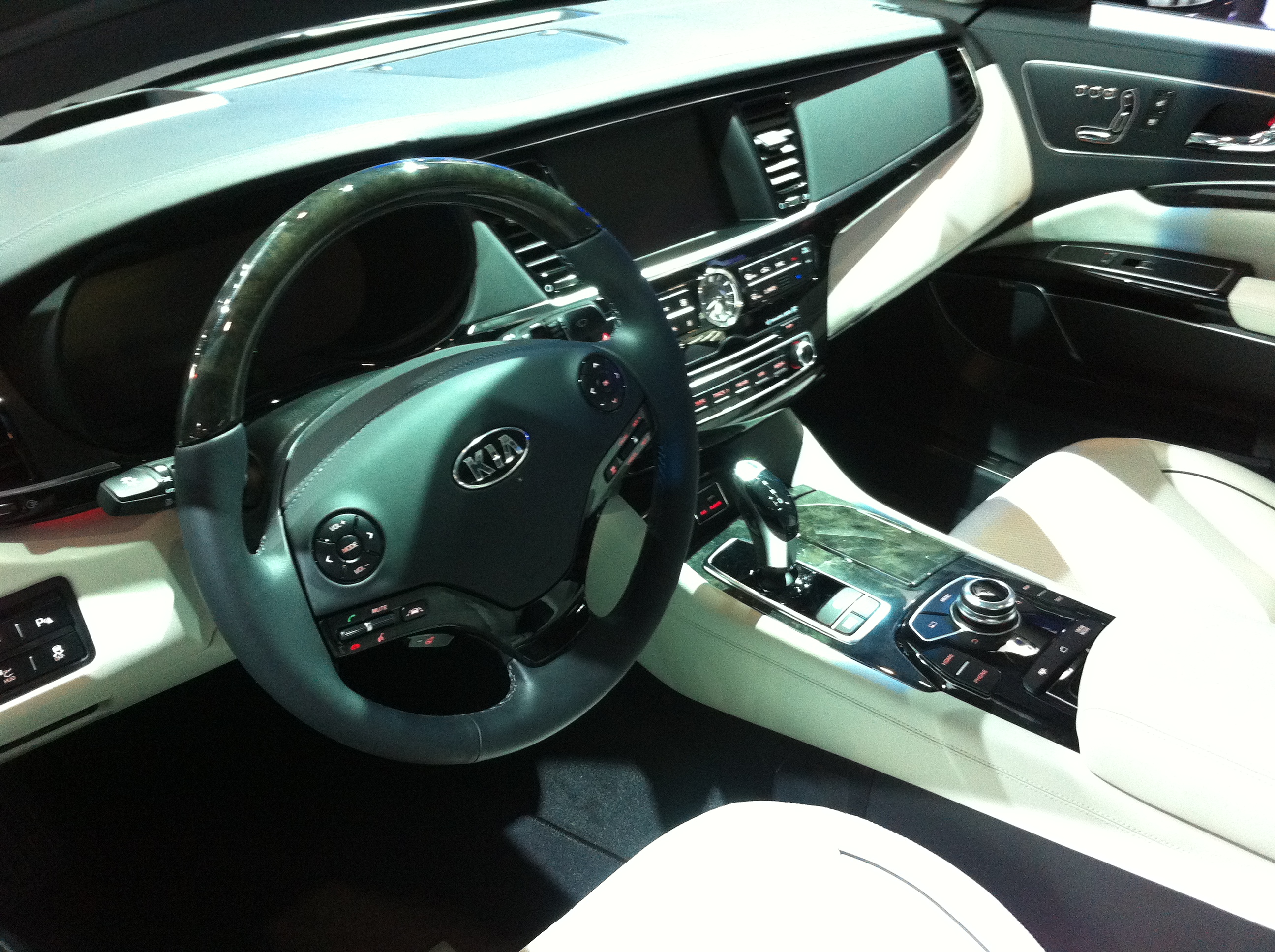

Автомобіль побудований на одній платформі з Hyundai Equus — BH-L (VI). K9 менша за Equus, однак має велику колісну базу і більш короткий передній звис, більш агресивний дизайн, виконаний в корпоративному стилі Kia, і фірмову решітку компанії — «Ніс Тигра». Тим не менш, автомобіль вже встигли розкритикувати, назвавши його занадто схожим на автомобілі марки BMW, в тому числі представницький BMW 7 Серії і середньорозмірний Gran Turismo.
Продажі моделі почалися в травні 2012 року в Південній Кореї, і найближчим часом Kia мають намір вивести свого флагмана на найбільші ринки, в тому числі США, Європу. Автомобіль на цих ринках отримав ім'я Kia Quoris, як це сталося з моделями Kia K5 і Kia K7.
Вперше фотографії автомобіля компанія представила в березні 2012 року, всього за місяць до початку продажів.

### Двигуни
- 3.3 л Lambda V6 GDI
- 3.8 л Lambda V6 GDI
- 5.0 л Tau V8 GDI

## Друге покоління (з 2018)

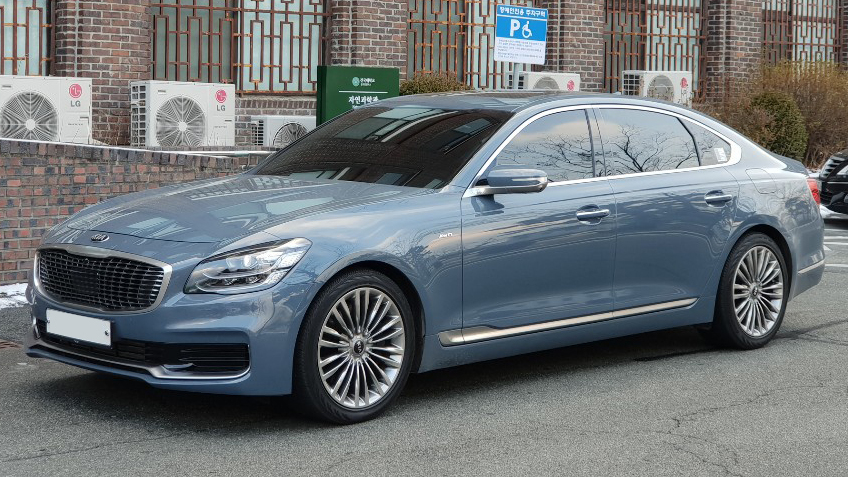
Kia K9 ІІ (2018-2021)

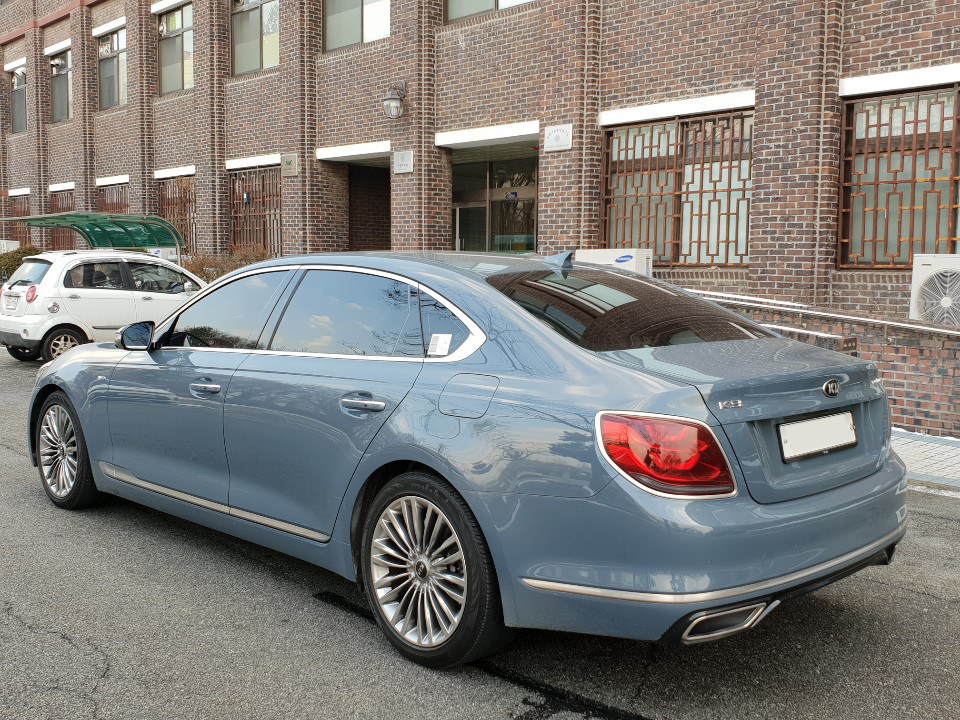
Kia K9 ІІ (2018-2021)

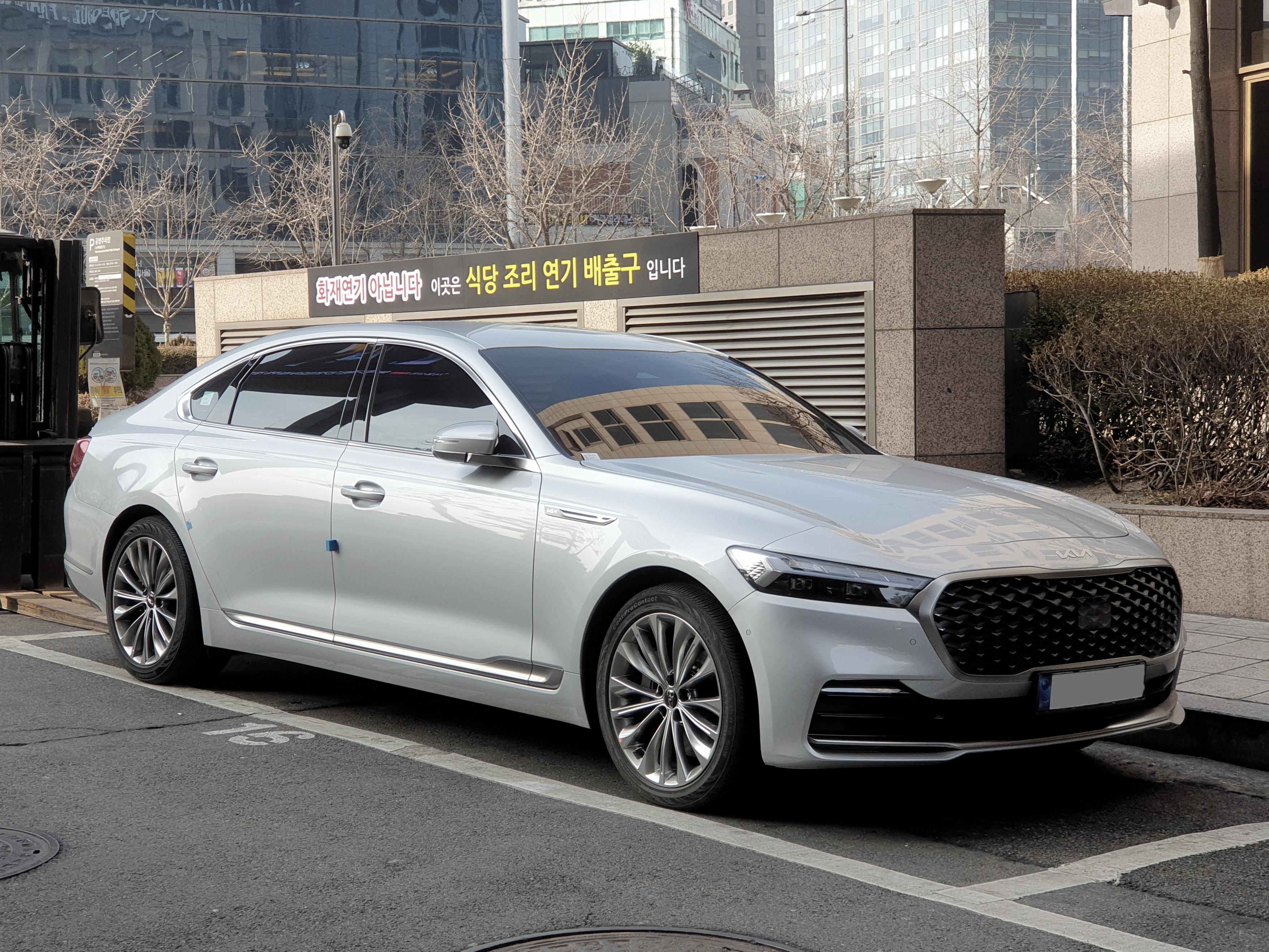
Kia K9 ІІ (з 2021)

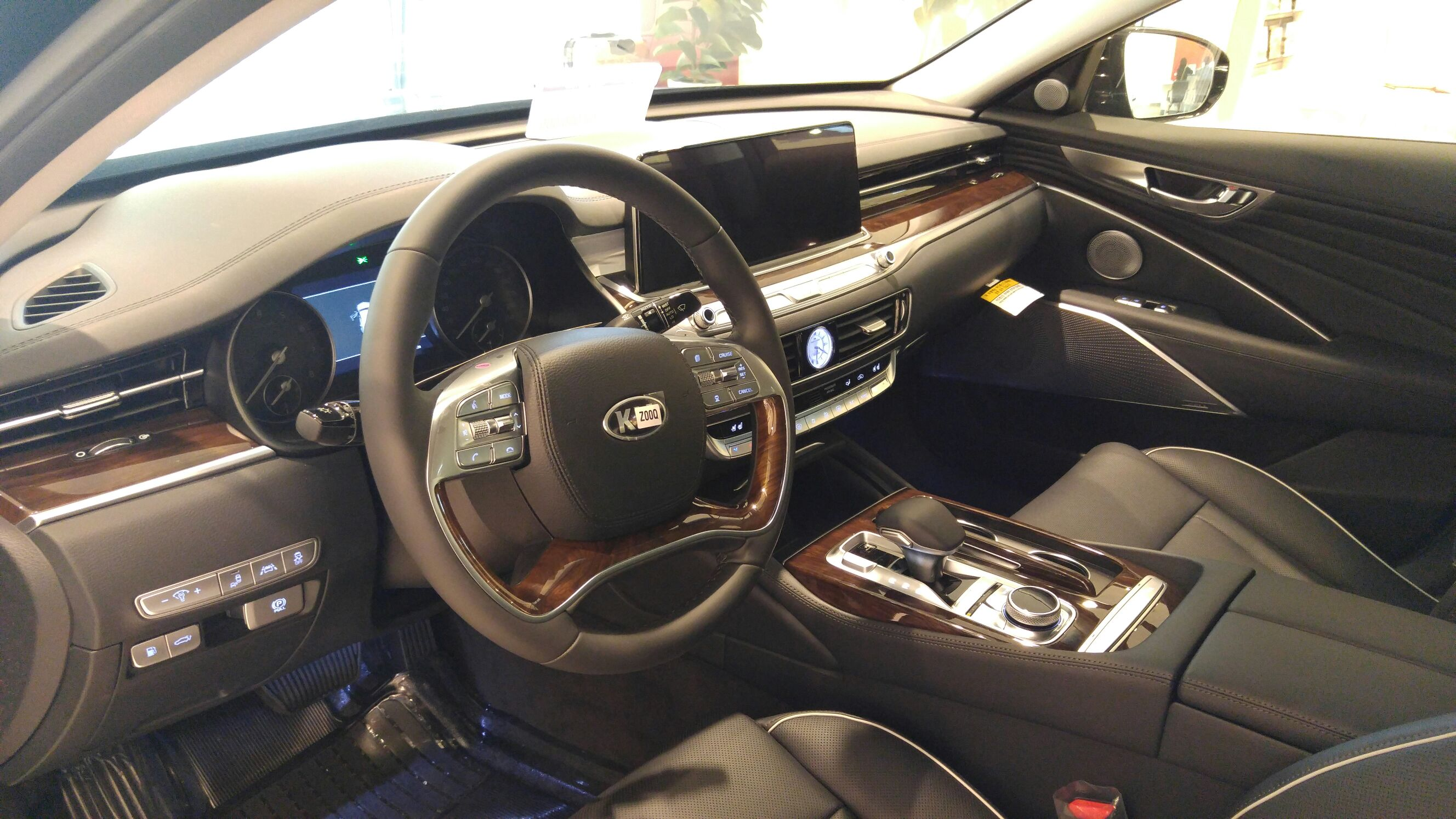
Салон

В 2018 році дебютував Kia K9 другого покоління, збудований на платформі Genesis G90. У нового седана на 60 мм більша колісна база (3105), загальна довжина виросла на 25 мм (5120). Ширина — 1915 (+15), висота колишня — 1490 мм. Споряджена маса — 1988—2255 кг (було 1940—2145 кг). Дизайн-концепція екстер'єру називається Gravity of Prestige («Тяжіння престижу»).
Приборна панель тепер повністю цифрова, діагональ центрального екрану — 12,3 дюйми. Але без аналогового годинника (швейцарського Maurice Lacroix) не обійшлося.

### Двигуни
- 3.3 л Lambda V6 GDI 248 к.с. 347 Нм
- 3.3 л Lambda V6 T-GDI 370 к.с.
- 3.8 л Lambda V6 GDI 315 к.с. 395 Нм
- 5.0 л Tau V8 GDI 413 к.с. 505 Нм